# ماركو ميخيا
ماركو ميخيا (بالإسبانية: Marco Mejía)‏ (26 مارس 1975 - ) هو مدرب كرة قدم ولاعب كرة قدم هندوراسي في مركز الدفاع. شارك مع منتخب هندوراس لكرة القدم. أما مع النوادي، فقد لعب مع ريال إسبانيا وComayagua F.C. ‏ ونادي بلاتنسي وJuticalpa F.C. ‏ وF.C. Municipal Valencia ‏ ونادي بيدا وAtlético Olanchano ‏ وDeportes Savio F.C. ‏.

## وصلات خارجية
- ماركو ميخيا على موقع الاتحاد الدولي (مؤرشف)  (الإنجليزية)
- ماركو ميخيا على موقع قاعدة بيانات كرة القدم.إي يو (الإنجليزية)
- ماركو ميخيا على موقع ناشيونال فوتبول تيمز (الإنجليزية)